# Pearls to Pigs, Vol. 3
Pearls to Pigs, Vol. 3 – шестой релиз электро-альтернативной группы Modwheelmood. Альбом стал доступен на iTunes и Amazon в цифровом варианте 17 июля 2008. Это третья и последняя часть серии Pearls To Pigs, хотя сами участники считают все три релиза одним альбомом.

## Список композиций
1. your place [Explicit] - 0:35
2. lie [Explicit] - 3:42
3. Thursday [Explicit] - 4:15
4. Madrid - Changes [Explicit] - 2:40
5. scared of everyone [Explicit] - 5:55